# متحف أرفود للأحفوريات
متحف أرفود للأحفوريات أو متحف أرفود للمستحثات هو أكبر متحف مفتوح للأحفوريات في العالم. وهو يقع في الجنوب الشرقي للمملكة المغربية، وبالضبط في مدينة أرفود الصحراوية وسط الواحات وبالقرب من وادي زيز.

## الآثار
تستقر العديد من الصخور الحاملة لآثار بقايا ديناصورات وحلزونات وعقارب في محيط المتحف منذ ملايين السنين. حيث تم التنقيب عليها داخل صخور جبال أرفود، والتي يعود تاريخها إلى أكثر من 60 مليون سنة قبل ظهور الإنسان، بل هناك تريلوبيدات يفوق عمرها 540 مليون سنة.

## التاريخ
حسب علماء الجيولوجيا، فإن مدينة أرفود منذ ملايين السنين كانت تغمرها مياه البحر، وبفعل التغيرات المناخية وارتفاع درجة الحرارة جفت مياه البحر، تاركة وراءها كمّا هائلا من الحيوانات البحرية، المغطاة بالرمال، وهذا ما جعل المدينة غنية بأحفوريات تاريخية، لتتحول المدينة لمحلات تحمل تحفا غاية في الجمال تباع بأثمنة رمزية، بل هناك من اعتبر أرفود متحفا بدون أبواب لبيع المستحثات وذلك لأن زائر المدينة سيلاحظ أن كل ركن من أركان المدينة مزركش بمستحثات تاريخية ضاربة في الزمن. بل الأمر الأكثر ذهولا، أن العلماء بالمنطقة عثروا على عظام وجماجم ديناصورات.

### إكتشاف هيكل أقدم ديناصور بالعالم
في العام 1999م تم اكتشاف هيكل عظمي شبه كامل لأقدم ديناصور عاشب بالعالم، بمنطقة قريبة من أرفود تدعى تازوطة، ويبلغ عمره 165 مليون سنة، أطلق عليه اسم أطلسوريس نسبة إلى جبال الأطلس التي وجد بها.